# 飛鳥交通
飛鳥交通株式会社（あすかこうつう、英: Aska Traffic Inc.）は、東京都新宿区新宿6丁目に本社を置き、東京都・埼玉県・神奈川県にて、主にタクシー事業を営む企業である。また関連会社にてハイヤー事業・自動車教習所を運営しており、2014年（平成26年）には既存事業者を買収して観光バス事業へ参入した。

## 概要
ΛskΛ（AsukAではない）が目印である（ただし都区内の日本交通仕様車の社名表記は自社無線エリアの英字表記の「ASKA TRAFFIC」ではなく「ASUKA KOTSU」となっている）。社長の川野繁は、一般社団法人東京ハイヤー・タクシー協会（旧・東京乗用旅客自動車協会）の副会長。
東京23区（東京23区武三の交通圏）外の営業所は自社無線を使用する。東京23区内の営業所は以前は東京無線協同組合に所属して同無線を使用していたが、2016年（平成28年）に日本交通とフランチャイズ提携を発表、2016年末には日本交通仕様に改めた第一陣が営業を開始し、2017年4月までに完了した。
登記上の本店所在地は東京都杉並区和泉に所在し、本社機能を飛鳥交通グループ最大の営業拠点である品川営業所（品川区東品川）内に置いていたが、2005年に新宿区の現在地へ本社を移転した。

## 車両
車体色は、日本交通と提携しない営業所は基本的には黒となる。車体表記は前扉の前方側下端にTAXIの表記があったり、前扉と前輪のホイールアーチの間に帰庫地の表記があるなど、東京無線の黒色車の表記方法に類似（ただし文字色は銀ではなく金）するが、多摩地域や埼玉県内の一部などの営業所では白や銀、青白の車両が在籍する。
車種は基本的に日産・セドリックのオリジナルだったが、2017年（平成29年）頃までは、東京都内においては代替車両は日本交通の四社カラーに同スーパーカスタム及びトヨタ・クラウンセダンスーパーデラックス、黒色にセドリッククラシックSV及びクラウンセダンスーパーデラックスGパッケージを導入していた。また、横浜市内の営業所ではクラウンセダンの導入が多かった。吸収前の会社に他車種がある場合はそれも使用しており、たとえばかつて存在していた船橋営業所では白いクラウンコンフォートスタンダードも使用していた。
東京無線所属時代にはクラウンコンフォートデラックスを使用していたが、日本交通との提携に伴い新車に代替したり独自営業エリアのクラウンセダンとトレードして淘汰した。また、東京無線時代の黒色車や前述のトレードで移籍してきた黒色車のうち、クラウンセダンスーパーデラックスの車両は表記こそ黒色車のものだが、扱い上は黄色の車両と同様となっている。
ジャパンタクシーの発売後は都内の日本交通と提携する営業所や神奈川県内（横浜市・川崎市）の営業所では同車種の上位グレードの匠を、それ以外の営業所では一部を除き下位グレードの和を導入となっている。なお、日本交通と提携しない営業所のジャパンタクシーの車体表記は従来の表記（東京無線の黒色車に類似）を踏襲しているが、JapanTaxiやGOのラッピングをしている車両に関しては日本交通と提携する営業所で同様にラッピングする車両とほぼ同一の表記となっている（ただし、フォントが異なるほか、日本交通の表記と飛鳥交通の表記では金色の色合いが異なり、飛鳥交通の表記は反射材のように光を反射するものとなっている）。
ワゴンタクシーとしてアルファード、ユニバーサルデザインタクシーとしてNV200タクシーも使用する。かつては三菱・デリカスペースギアも在籍していたが、これはけいひんボラグからの移籍車で、けいひんボラグではユニバーサルタクシーと呼称されていた。

### 独自営業車両

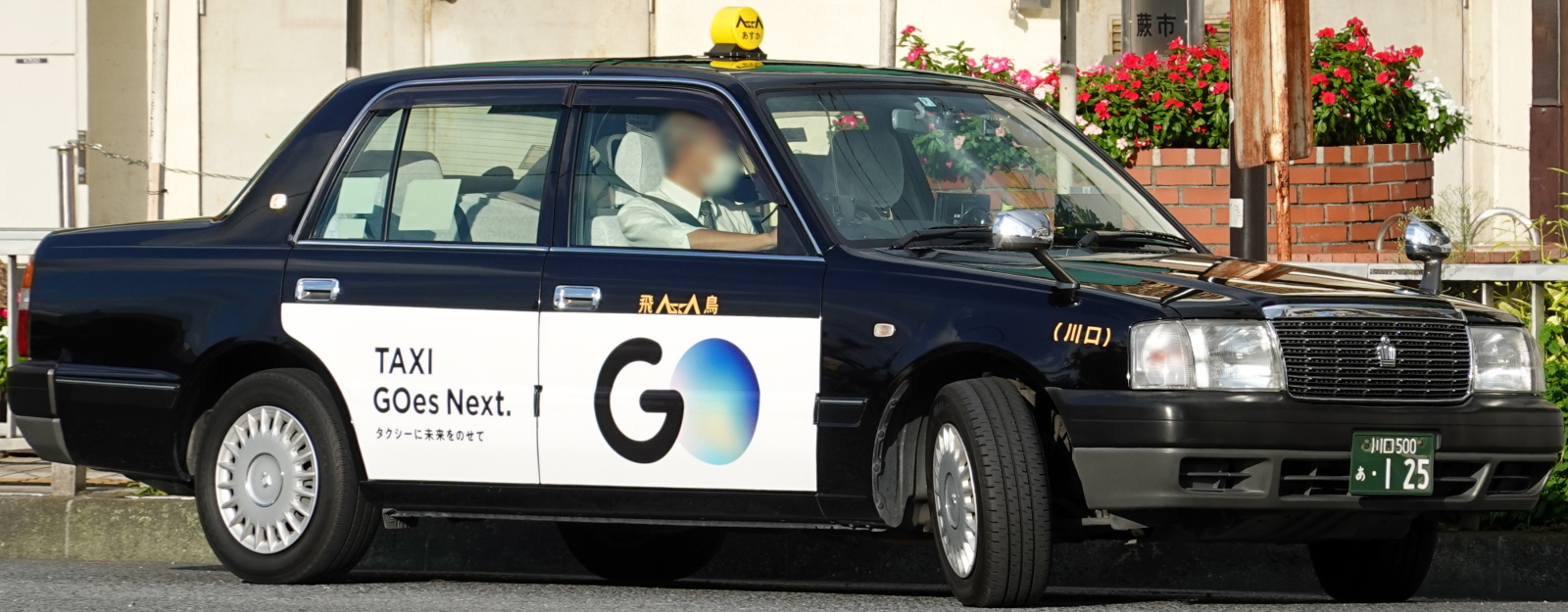
クラウンコンフォート
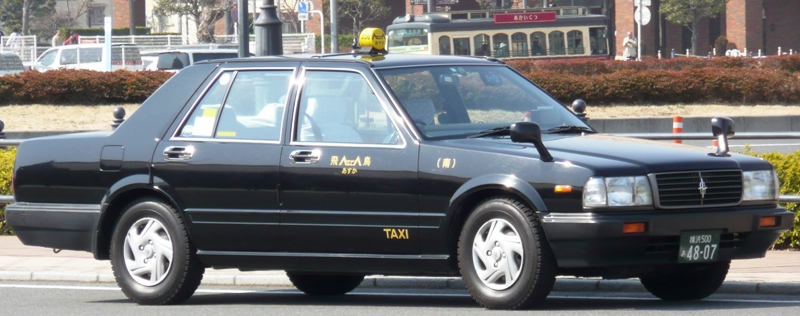
セドリック
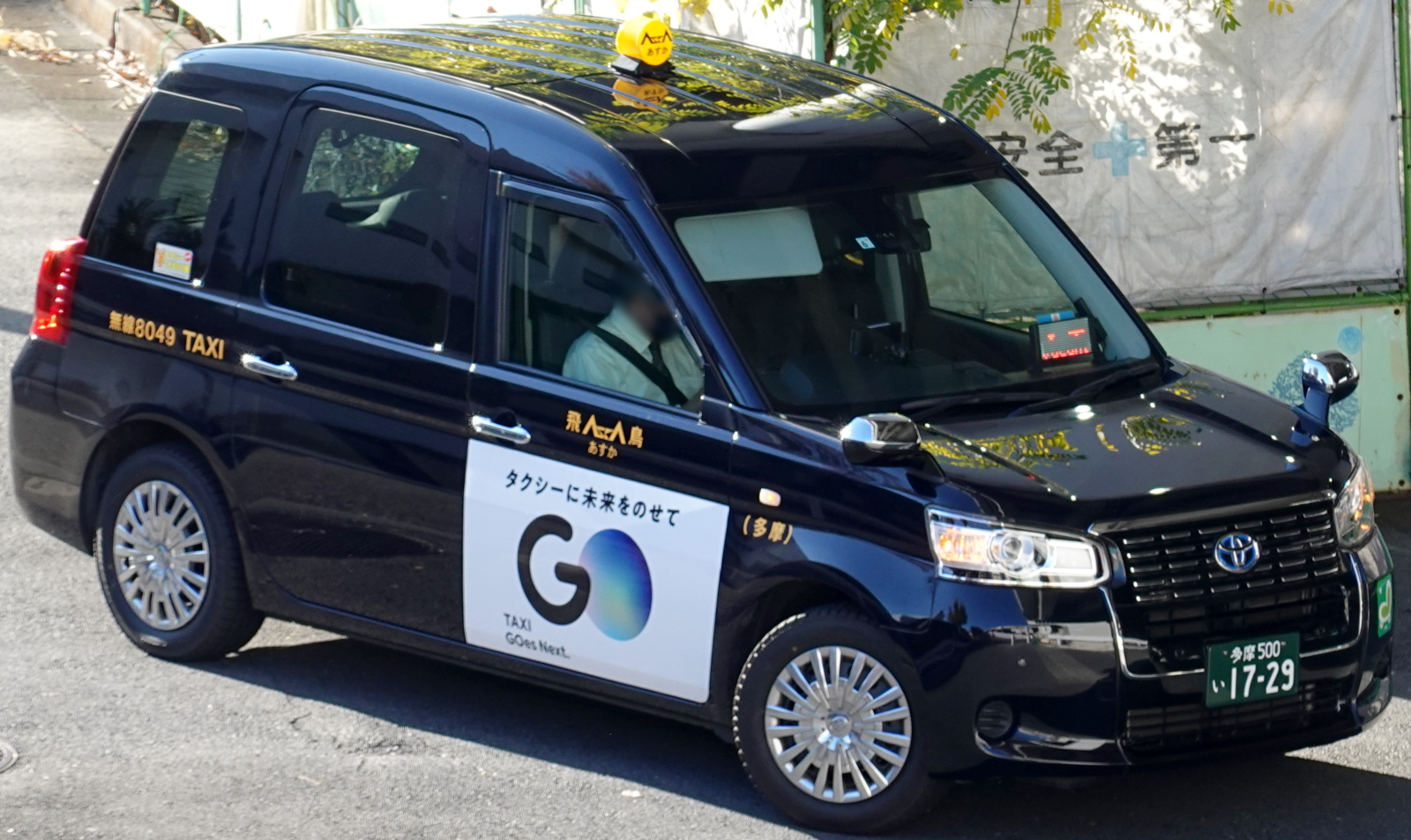
ジャパンタクシー
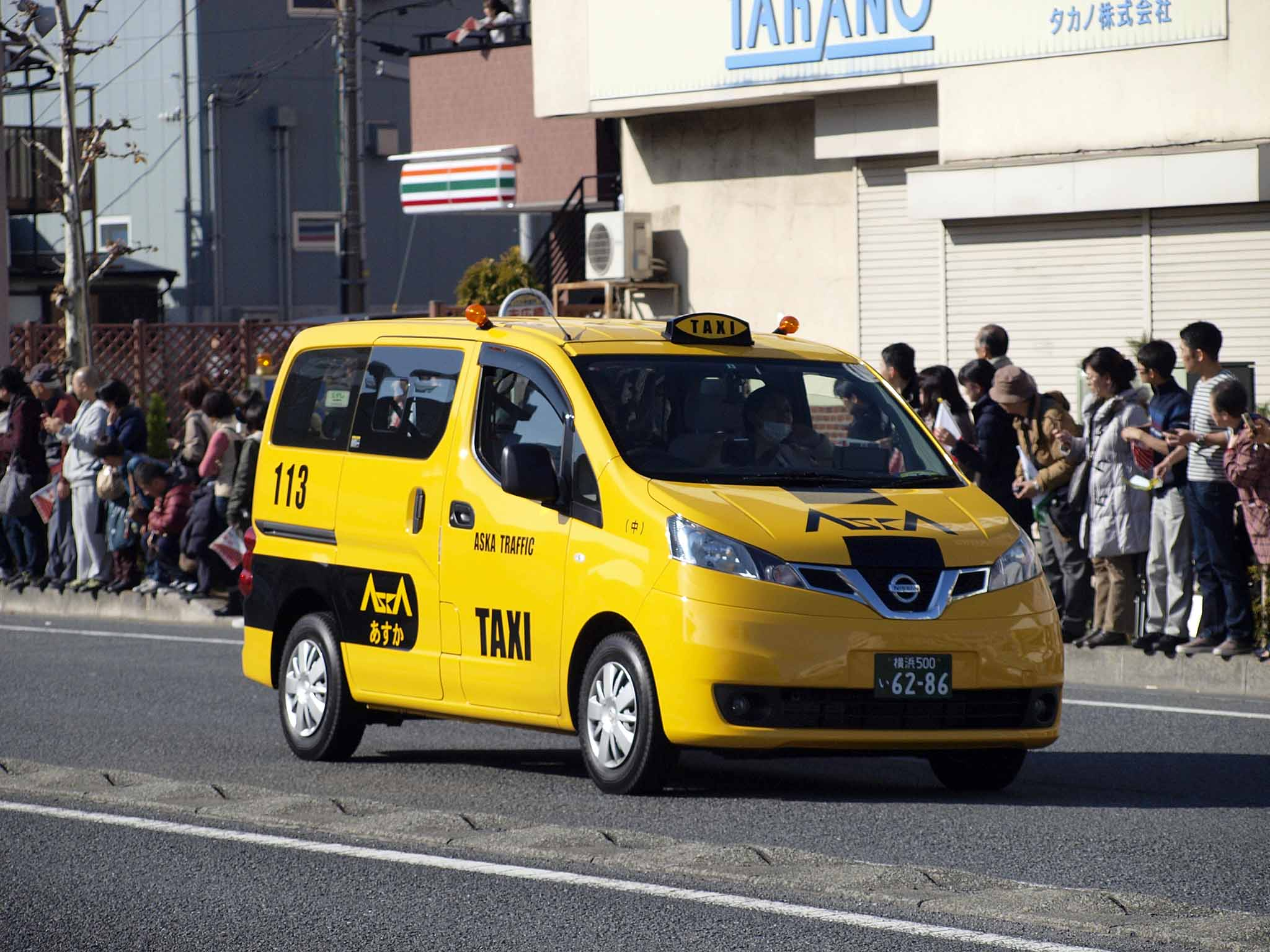
NV200

### 日本交通提携車両

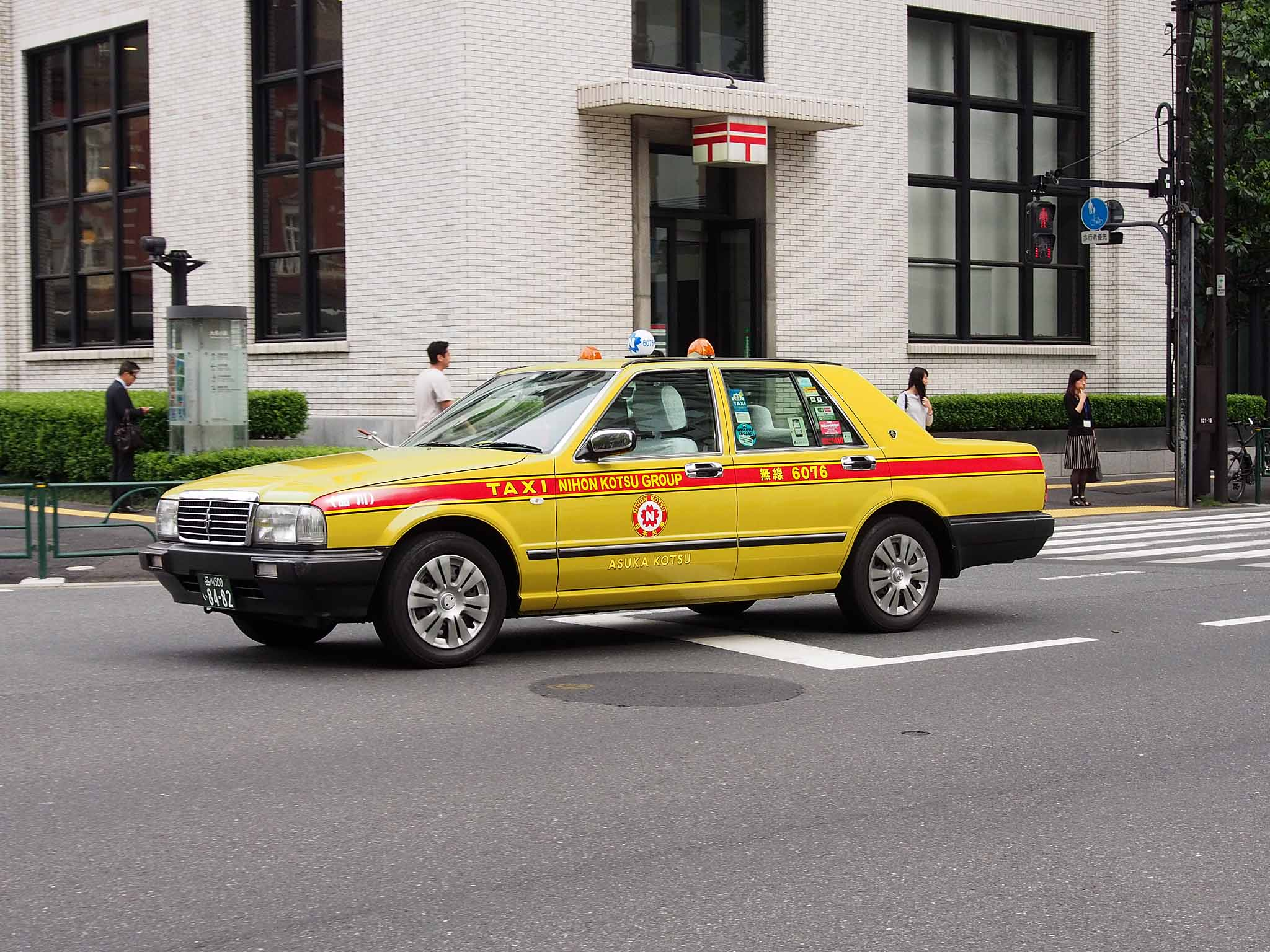
セドリック （四社カラー）

### 東京無線所属時代の車両

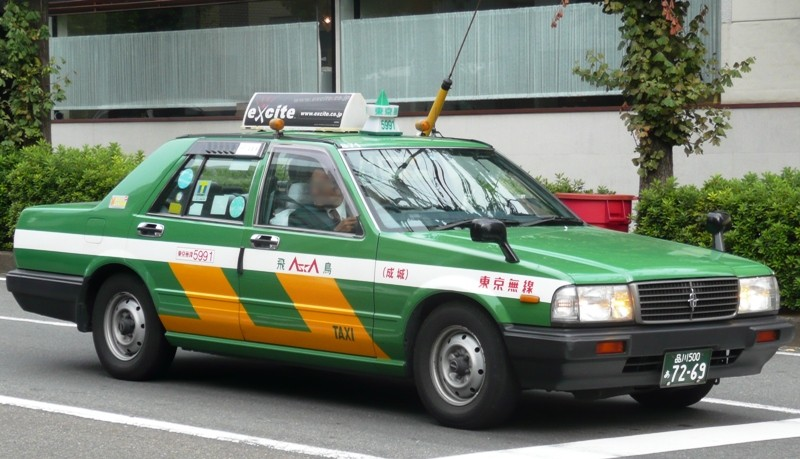
セドリック
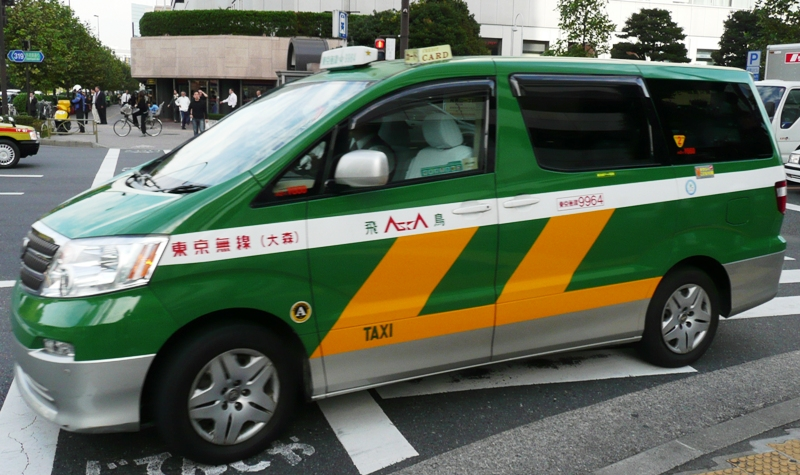
アルファード

## 沿革
- 1949年（昭和24年） - ウカワ自動車株式会社として創業。
- 1952年（昭和27年） - 井土ヶ谷営業所を新設。
- 1955年（昭和30年） - 京王交通株式会社に改称（京王グループ・京王自動車とは無関係）。
- 1961年（昭和36年）
  - 井土ヶ谷営業所を母体とし、神奈川地区分離子会社の京王交通第二を設立。
  - 東京城西旅客自動車事業協同組合（現：東京無線協同組合）に加盟。
- 1970年（昭和45年） - 浦島交通を買収、第二傘下へ収める（現：新横浜営業所）。
- 1990年（平成2年） - 日興交通を買収、京王交通第三へ改組（現：成城営業所）。
- 1994年（平成6年）
  - 西八交通（現：八王子営業所）を買収。
  - （旧）高井戸営業所が品川区東品川に移転、品川営業所となる。
  - 長瀬タクシー（現：毛呂山営業所）・地産トーカン（のち：ジェネラスコーポレーション、2009年解散）の系列会社であるチサンタクシー（現：川口営業所）を吸収合併。
  - 東横自動車（チェッカーキャブ所属）を吸収合併し大田営業所とする。
- 1998年（平成10年）
  - 八千代営業所を新設。
  - 日通ひまわり交通（東京無線所属・日本通運系列）を吸収、大田営業所に統合。
- 1999年（平成11年）
  - 中央無線（現：信和事業）所属で映画配給大手松竹の子会社であった松竹事業から、旅客事業を譲受し品川営業所に統合。
  - 子会社の京王キャブが杉並区和田から板橋区舟渡に移転。
- 2000年（平成12年）
  - 東タクシーを買収（現：柏営業所）。
  - アポロ交通（東京相互無線所属）を買収し京王アルファ交通へ改組。
- 2001年（平成13年）
  - 京王電鉄との間の類似商号訴訟敗訴を受け、飛鳥交通株式会社に社名変更。
    - 京王キャブを飛鳥交通第二、京王アルファ交通を飛鳥交通第六へ、それぞれ社名変更。
    - 京王交通第二を飛鳥交通神奈川へ社名変更。同時に所属していた神奈川旅客自動車協同組合を脱退、同組合の共同配車体制から離脱し、自社による顧客管理・無線配車に移行。

  - 品川営業所と大田営業所を統合。
  - 京浜運送から旅客部（けいひんボラグ・大田区京浜島）を譲受し、飛鳥交通第五へ改組。
  - 昭和交通（東京相互無線所属）を買収し飛鳥自動車へ改組（→砂町営業所）。
  - 川崎市の共同交通を買収し、飛鳥交通川崎へ改組。
- 2003年（平成15年）
  - 日停モータース（中央無線所属）を買収し、飛鳥自動車小茂根営業所に改組
  - ヘルスセンター交通（船橋市、ららぽーと系列）を買収し、飛鳥交通船橋へ改組。
- 2005年（平成17年） - 本社を新宿区へ移転。
- 2006年（平成18年） - 与野営業所を廃止。
- 2010年（平成22年）
  - 砂町営業所を廃止。
  - 品川営業所を分割し、大森営業所を新設。
- 2011年（平成23年）
  - 飛鳥交通第三のうち多摩地区の事業所を分離し、飛鳥交通多摩を設立。
  - 小金井営業所が国立市谷保へ移転、国立営業所となる。
- 2012年（平成24年）
  - 小茂根営業所を北区浮間に移転、赤羽営業所とする。
  - 大森営業所を飛鳥交通第七へ改組。
- 2013年（平成25年） - 飛鳥交通神奈川のうち、新横浜営業所を分離し飛鳥交通横浜設立。
- 2014年（平成26年）
  - 内山観光バス（現・東京パッセンジャー）の全株式を取得、一般貸切旅客自動車運送事業へ参入。
  - 川崎鶴見臨港バスのタクシー子会社である臨港交通を買収する[6]。
  - 埼玉県の太平自動車交通（さいたま市）・松栄川元交通（越谷市・松伏町）都交通（越谷市）・大成交通・緑交通・昭和交通（所沢市）・みずほ昭和（所沢市・富士見市・坂戸市）・朝日タクシー（朝霞市）・ダイイチ交通（東松山市）・吉川交通（吉川市）を買収し、吉川交通を飛鳥交通吉川へ改組。
- 2015年（平成27年）
  - 臨港交通を飛鳥交通川崎中央に改組。新規事業所として飛鳥交通横浜中央を設立。
  - 多摩地区の大手事業者であったカンツリー交通（町田市）及びニュータウン交通（多摩市）を買収、それぞれ飛鳥交通カンツリー・飛鳥交通ニュータウンへ改組。
  - 東日本キャブ（八王子市）を買収。
- 2016年（平成28年）
  - 飛鳥交通第六を分割し、（新）高井戸営業所を新設。
  - 飛鳥交通横浜中央が中区長者町から南区井土ヶ谷下町へ移転。
  - 日本交通とのフランチャイズ提携を表明[3]。日本交通仕様の第一陣の営業開始[4]。
- 2017年（平成29年）
  - 飛鳥交通第六江東営業所が江戸川区小松川に移転し、小松川営業所となる[7]。
  - 4月より東京武三地区の営業車が日本交通仕様に完全移行。
  - 緑交通と大成交通が合併し飛鳥交通所沢となる[8]。
  - 東日本キャブが飛鳥交通キャブに改称[9]。
  - 協栄交通が飛鳥交通八潮営業所となる[10]。
  - 大宮タクシー株式会社イースタン（梅田交通グループ）と無線業務提携[11]。大宮タクシーイースタンの車両は飛鳥の行灯を載せ飛鳥のロゴをイースタンの表記と併記し営業する。
- 2018年（平成30年）
  - 飛鳥交通多摩国立営業所が日本交通とフランチャイズ提携しサンキュー無線から離脱、日本交通立川と無線を統合[12]。
  - 松栄川元交通が飛鳥交通松伏営業所・同社松栄川元営業所となる[13]。
  - 都交通が飛鳥交通都営業所となる[14]。
  - ダイイチ交通を飛鳥交通毛呂山営業所へ統合[15]。
  - みずほ昭和坂戸営業所を廃止[16]。
- 2020年（令和2年）
  - 飛鳥交通横浜中央を飛鳥交通神奈川に合併。
  - 飛鳥交通横浜中央横浜中央営業所を閉鎖し、飛鳥交通神奈川井土ヶ谷営業所に統合。
  - 10月16日 - 東京リムジンの自家用自動車請負事業を飛鳥交通に事業譲渡させたうえで東京リムジンを飛鳥自動車の東京リムジン事業部に再編[17]。
- 2022年（令和4年）
  - 2月18日 - 飛鳥交通多摩の国立営業所（日本交通と提携し日本交通立川と無線を統合）を日本交通立川へ、日本交通立川の南多摩営業所を飛鳥交通多摩へそれぞれ譲渡譲受する認可申請をする[18]。
  - 3月19日 - 吉川営業所を閉鎖し、越谷営業所に統合。
  - 6月16日 - 飛鳥交通多摩が日本交通立川の南多摩営業所を譲受し、そのうち同社南多摩営業所（旧富士交通）を鶴川営業所として、同社旧稲城営業所を稲城営業所としてそれぞれ分割。日本交通立川へ国立営業所を譲渡し、同社国立営業所とする[注釈 7]。これらに伴い飛鳥交通多摩は日本交通との業務提携を解消、鶴川・稲城の両営業所は飛鳥交通グループの自社無線へ移行。
  - 7月22日 - 飛鳥交通第七大森営業所が大田区大森南から同区東糀谷[注釈 8]へ移転[19]。
  - 11月1日 - 飛鳥交通千葉の株式を三ツ矢エミタスグループの三ツ矢物産へ譲渡[20]。
- 2023年（令和5年）
  - 1月11日 - 太平自動車交通が飛鳥交通<宮原>となる[21]。
  - 3月23日 - 飛鳥交通川崎中央北加瀬営業所を飛鳥交通川崎川崎営業所に統合。
  - 5月1日 - 多摩市と飛鳥交通ニュータウンが「災害時における電動車両等によるボランティア支援に関する協定」を締結[22]。当年度中にEVタクシー（日産リーフ）をグループ計180台[注釈 9]導入すると発表[23]。
  - 5月24日14時 - 飛鳥交通千葉の無線配車業務を飛鳥共同無線から三ツ矢エミタスグループに移管[24]。
  - 6月15日 - 八潮営業所を閉鎖し、越谷営業所に統合。
  - 8月1日 - 飛鳥商会は飛鳥ガスを合併し飛鳥ガス株式会社に社名変更[25]。
  - 8月1日 - 飛鳥商事は東京療術学院、RENJAPANと合併し飛鳥コーポレーションに社名変更。
- 2024年（令和6年）
  - 7月16日 - タクシー配車業務を飛鳥共同無線株式会社から飛鳥交通株式会社へ移管[26]。
  - 8月1日 - 飛鳥交通横浜を飛鳥交通神奈川へ事業譲渡、新横浜営業所を飛鳥交通神奈川の営業所として移管開設[27]。

## 営業所 （車庫） の所在地
| 交通圏 | 交通圏     | 社名・営業所           | 社名・営業所           | 所在地                 | 備考                                                                         |
| ------ | ---------- | ---------------------- | ---------------------- | ---------------------- | ---------------------------------------------------------------------------- |
| 東京   | 特別区武三 | 飛鳥交通<品川>         | 品川営業所             | 品川区東品川           | 2016年12月まで東京無線に所属 2017年1月から日本交通と提携                     |
| 東京   | 特別区武三 | 飛鳥交通第二           | 板橋営業所             | 板橋区舟渡             | 2016年12月まで東京無線に所属 2017年1月から日本交通と提携                     |
| 東京   | 特別区武三 | 飛鳥交通第三           | 成城営業所             | 世田谷区粕谷           | 2016年12月まで東京無線に所属 2017年1月から日本交通と提携                     |
| 東京   | 特別区武三 | 飛鳥交通第五           | 羽田営業所             | 大田区東糀谷           | 2016年12月まで東京無線に所属 2017年1月から日本交通と提携                     |
| 東京   | 特別区武三 | 飛鳥交通第七           | 大森営業所             | 大田区東糀谷           | 2016年12月まで東京無線に所属 2017年1月から日本交通と提携                     |
| 東京   | 特別区武三 | 飛鳥交通第六           | 小松川営業所           | 江戸川区小松川         | 2016年12月まで東京無線に所属 2017年1月から日本交通と提携                     |
| 東京   | 特別区武三 | 飛鳥交通第六           | 高井戸営業所           | 杉並区高井戸東         | 2016年12月まで東京無線に所属 2017年1月から日本交通と提携                     |
| 東京   | 特別区武三 | 飛鳥自動車             | 赤羽営業所             | 北区浮間               | 2016年12月まで東京無線に所属 2017年1月から日本交通と提携                     |
| 東京   | 南多摩     | 飛鳥交通多摩           | 八王子営業所           | 八王子市東浅川町       | 元・西八交通および東日本キャブ→飛鳥交通キャブ                                |
| 東京   | 南多摩     | 飛鳥交通多摩           | 稲城営業所             | 稲城市東長沼           | 元・日本交通立川南多摩営業所                                                 |
| 東京   | 南多摩     | 飛鳥交通多摩           | 鶴川営業所             | 町田市鶴川             | 元・日本交通立川南多摩営業所                                                 |
| 東京   | 南多摩     | 飛鳥交通カンツリー     | カンツリー営業所       | 町田市小野路町         | 元・カンツリー交通                                                           |
| 東京   | 南多摩     | 飛鳥交通ニュータウン   | ニュータウン営業所     | 多摩市南野             | 元・ニュータウン交通                                                         |
| 神奈川 | 京浜       | 飛鳥交通神奈川         | 井土ヶ谷営業所         | 横浜市南区井土ヶ谷下町 | 元・京王交通第二 2001年まで神奈川旅客自動車協同組合所属                      |
| 神奈川 | 京浜       | 飛鳥交通神奈川         | 新横浜営業所           | 横浜市都筑区川向町     | 元・京王交通第二 2001年まで神奈川旅客自動車協同組合所属                      |
| 神奈川 | 京浜       | 飛鳥交通川崎           | 川崎営業所             | 川崎市川崎区池上町     | 元・共同交通                                                                 |
| 神奈川 | 京浜       | 飛鳥交通川崎           | 宮崎台営業所           | 川崎市宮前区宮崎       | 元・共同交通                                                                 |
| 埼玉   | 県南東部   | 飛鳥交通春日部         | 春日部営業所           | 春日部市小渕           |                                                                              |
| 埼玉   | 県南東部   | 飛鳥交通<松伏>         | 松伏営業所             | 北葛飾郡松伏町大字松伏 | 元・松栄川元交通                                                             |
| 埼玉   | 県南東部   | 飛鳥交通<越谷>         | 越谷営業所             | 越谷市南荻島           | 元・松栄川元交通、都交通および協栄交通                                       |
| 埼玉   | 県南東部   | 飛鳥交通<上尾>         | 蓮田営業所             | 蓮田市大字井沼         |                                                                              |
| 埼玉   | 県南中央   | 飛鳥交通<上尾>         | 上尾営業所             | 上尾市二ツ宮           |                                                                              |
| 埼玉   | 県南中央   | 大宮タクシーイースタン | 大宮タクシーイースタン | さいたま市北区吉野町   | 提携事業者（無線配車業務受託） 梅田交通グループ イースタンモータースグループ |
| 埼玉   | 県南中央   | 飛鳥交通<宮原>         | 宮原営業所             | さいたま市北区吉野町   | 元・太平自動車交通                                                           |
| 埼玉   | 県南中央   | 飛鳥交通<宮原>         | 南浦和営業所           | さいたま市南区文蔵     | 元・太平自動車交通                                                           |
| 埼玉   | 県南中央   | 飛鳥交通<川口>         | 川口営業所             | 川口市柳崎             | 元・チサンタクシー                                                           |
| 埼玉   | 県南中央   | 飛鳥交通<浦和>         | 浦和営業所             | さいたま市桜区西堀     |                                                                              |
| 埼玉   | 県南中央   | 飛鳥交通<大宮>         | 大宮営業所             | さいたま市北区植竹町   |                                                                              |
| 埼玉   | 県南西部   | 飛鳥交通<大宮>         | 毛呂山営業所           | 入間郡毛呂山町大字長瀬 | 元・長瀬タクシーおよびダイイチ交通東松山営業所                               |
| 埼玉   | 県南西部   | 昭和交通               | 朝霞営業所             | 朝霞市本町             |                                                                              |
| 埼玉   | 県南西部   | 昭和交通               | 朝霞台営業所           | 朝霞市宮戸             |                                                                              |
| 埼玉   | 県南西部   | 飛鳥交通所沢           | 所沢営業所             | 所沢市神米金           | 元・緑交通および大成交通                                                     |

なお、飛鳥交通第四は存在しない。また、社名が飛鳥交通で始まり「第○」のような番号や「多摩」・「神奈川」等の地域名を含む営業所の看板においては社名中のそれらを省き単に「飛鳥交通」と各営業所名となっている。

## 関連会社・団体
- 東京パッセンジャー - 足立区にある観光バス会社。旧「内山観光バス」を2014年（平成26年）に買収、2015年（平成27年）に社名変更。
- 関東メカニック - 車両整備部門。江東・川口のセンター2箇所（指定工場）と一部の営業所に併設の整備工場10箇所（認証工場）の配置。
- 飛鳥交通共済協同組合 - 本グループの交通共済の運営。
- 飛鳥ガス - LPGスタンド（アストモスブランド）、品川営業所と同じ所在地にあり、グループ営業所の一部にも展開。
- 飛鳥ドライビングカレッジ - 自動車教習所「飛鳥ドライビングカレッジ」を日野市（飛鳥DC日野）・川口市（飛鳥DC川口）・川崎市川崎区（飛鳥DC川崎）で運営する。戸田市（飛鳥DC戸田）や西東京市（飛鳥DCひばりが丘）、八王子市（飛鳥DC八王子）にもあったが閉鎖した。この他飛鳥DC川崎は、「飛鳥ドローンスクール」も運営。
- 飛鳥車両特装グループ
  - 飛鳥車体（旧・鉄道車輛工業車体事業部）[28]
  - 飛鳥特装（旧・菱相自動車工業）
  - 日創工業
以上3社は特装自動車の開発・改造などを行う。
  - アスカテクノス（旧・ヨコハマテクノス） - アリソンのトランスミッション、MCDの特殊車両用シャッター、ユナイテッド・ロータリー・ブラシのスイーパーブラシ、マンシー・パワー・プロダクツの油圧ポンプ・PTOの取り扱い。
  - 株式会社ヨコハマ・モーターセールス（福島・石川郡） - キャンピングカー、消防関連特殊車両、拡幅車両、高規格救急車両等の企画・製造・架装・艤装を行う。
- 飛鳥コーポレーション RENJAPAN - エスカレーター清掃機器の販売。
- 飛鳥コーポレーション 東京療術学院 - 療術士等専門校およびサロンの経営。
- ドクナーズ・ジャパン - 映像・Webサイト制作およびドローン空撮、ナレーター事業を展開。
- 飛鳥エステート - 不動産仲介および管理。

### かつての関連会社
- 東京リムジン - 中央区銀座にあったハイヤー会社。品川営業所に存在した「ハイヤー課」を法人化し独立させたもの。2020年（令和2年）10月16日に再編で消滅[17]。
- 鉄道車輛工業[29] - 環境装置（脱臭措置）や鉄道車両向けマフラーの製造などを行う。2016年（平成28年）3月をもってケメット・ジャパン（英Kemetの日本総代理店）傘下に入り、2020年（令和2年）にTESSHA（株）に改称する。
- フロンテア産業 - カンツリー交通（現・飛鳥交通カンツリー）の営業所内のLPGスタンドを運営していた。
- 飛鳥共同無線 - 飛鳥交通各社の自社無線を運営していた。2024年（令和6年）7月16日付で飛鳥交通へ配車業務を移管[26]、2025年（令和7年）1月に法人格消滅[30]。